# 夏のおわりのト短調
『夏のおわりのト短調』（なつのおわりのトたんちょう）は、大島弓子による日本の漫画作品、およびそれを中心とした作品集。表題作は『LaLa』（白泉社）1977年10月号に掲載された。
緑の多い新居に引っ越してから取りかかった最初の作品であり、初めて白泉社に作品を掲載することもあり、新鮮な気分で臨めたと作者は述懐している。この後、程なくして、大島弓子は大作『バナナブレッドのプディング』を連載している。
家庭崩壊など、現代的なテーマを先取りした作品である。

## あらすじ
高校3年の夏休み、袂は両親の3年間のアメリカ出張のため、母親の妹である蔦子の家に預けられることになった。袂は蔦子の聡明さや、彼女の家族が住む古い洋館に憧れていたが、いざ同居してみると、蔦子が完璧な家庭の完璧な主婦役を務めようと必死になっていること、長男の力が表面上はききわけのいい息子を演じつつ夜中に家を抜け出して麻薬パーティーに参加していること、蔦子の夫が他の女性と関係を持っていることなどを知る。
やがて蔦子は袂の行動をすべて監視するようになり、その息苦しさに耐えられなくなった袂が自宅に帰ると、絶望した蔦子は自宅に火をつけ、洋館は全焼する。
夫と息子によって助け出された蔦子だったがすべての記憶を失ってしまう。古いアルバムを見ていた袂は、若い日の蔦子が自分の父に想いを寄せていたことを知るのだった。

## 登場人物
袂（たもと）
高校3年生。視点人物。叔母の蔦子の一家に憧れ、一緒に生活することでクラスメートからも羨ましがられていた。自分でも分からぬもやもやに包まれてもいたため、新生活に期待していたが、朝6時起床、７時の朝食を夕食よりもたくさん食べさせられたのに閉口し、前日におみやげとして持ってきて好評だったクッキーの余りが投げ捨てられているのに不審に感じる。強引に叔母の友人の主催する勉強会に参加させられ、夜中に叔父やいとこの力が外出する現場を見かける。そして、理想的家族を演じている叔母一家の実態を知り、幻滅し、勉強会への参加を断る。力が自分の名前を使って、交際相手との距離を置こうとしたことにも腹をたてる。その一方で、力がなぜ昼間は無理をして優等生を演じなければならないのか、疑問に感じる。熱で倒れた力に、彼に取り憑いた天使が離れるようにと催眠療法を試みる。
作者曰く、来客にこの作品の登場人物の誰に相当するのか、と尋ねられ、思わず袂を指さしたところ、真っ先に否定されたという。
矢島蔦子（やじま つたこ）
袂の叔母で、物語の真の主役。袂からは行動的で理知的だと思われていた。姉も憧れていた洋館の一家にに嫁入りし、息子の一番での大学受験合格に喜ぶ。理想の家族を築き上げてきたが、実は家族が自分のしいたレールの上を歩くのに行き詰まりを感じているのを知っており、夫が夜中に外出していることも見て見ぬ振りをしていた。袂が知人の勉強会への参加を拒んでからは、一日中監視するようになり、家出後は、よりきついものになった。袂が二平に出そうとした残暑見舞いを、アメリカの両親への暗号文書だと思い込む。実は、袂の父親に片思いしていた。
矢島力（やじま ちから）
蔦子の戸籍上の息子で、長男。袂よりひとつ年上の大学生。中学の時はガキ大将で活発な性格だったが、高校に入ってからは優等生で、志望していたA大学に一番で合格した。自分に天使がとりついた、と袂に言い、アルバイトをして専門書を買う、と両親には宣言しているが、実は夜中に麻薬パーティーに参加して、ストレスを解消していた。袂のことを恋人だと女友達に紹介し、女遊びをしていた。実家に帰った袂を迎えに行った後、発熱し、うわごとを呟く。
矢島ますみ（やじま ますみ）
蔦子の戸籍上の息子で、次男。小学2年生。袂がみやげに焼いてきたクッキーを喜び、母親に内緒でこっそりと焼いて欲しいとせがむ。兄が受験日直前にしていた奇行を袂に語り、自分が塾へ行くのは母親が安心するからと答え、袂を敬服させている。
矢島秋彦（やじま あきひこ）
袂の叔父で、袂からは西洋館の紳士で、力たちの良き父親だと思われていた。実は夜中に外出し、社内の女性と浮気をしていた。
二平（にへい）
袂のクラスメイト。豆腐屋のあととりであるため、受験をしないことになっている。袂は現実からの逃避で、彼あてのラブレターを残暑見舞いとして出そうとしていた。
勉強会に参加している少女
力の愛人で、力とは体だけの関係と割り切っている。力は彼女に、袂が自分の恋人だと言っていた。

## 解説
- 本田和子は、この作品に違和感を抱く識者にとって、理解しがたいのは筋や主題ではなく、漫画界の詩人と評され、時には「ハッピーエンドの女王」と讃えられた大島弓子が、残酷なほど直截的に、冷徹なまでの現実的な視点で、「家族」のまやかしを暴露するという行為に出たことであり、それが視点人物である袂の言葉による解説、あるいは言葉による袂自身の自分への説得という形で明示されている点であり、彼女は宙に声を発する天女のような存在で、真の主人公は袂の叔母である蔦子の方にあるという。少女のまま、大人の役割を演じさせられた蔦子の悲劇は、狂気によって少女という無垢の存在にもどったことでエンディングを迎え、幾分陰りのある調べを帯びながら、現実の生身の少女である袂の大人への成長へと繋がりつつ、物語の閉幕へと結びついているのだという[5]。
- 福田里香は袂がおみやげで焼いたクッキーが叔母によって土に埋められる場面が怖いと語り、一度叔母から笑顔で感謝して受けとられたクッキーが、家族が寝静まった後で庭に埋められ、夜中に点々と地面に落ちているクッキーを辿り、袂が自作のクッキーが埋まられているのを自分で掘り出して発見する時の恐怖を忘れられない、このような菓子の使い方は怖い、甘い物には毒がある、先刻までは母性の象徴としていたものが、いつのまにか負のものになっている、と語っている[6]。

## 同時収録作品（白泉社文庫版）

### たそがれは逢魔の時間
『週刊少女コミック』（小学館）1979年4号に掲載。

### 赤すいか黄すいか
『月刊セブンティーン』（集英社）1979年11月号に掲載。

### 裏庭の柵をこえて
『LaLa』（白泉社）1981年10月号・11月号に掲載。

### あまのかぐやま
『LaLa』（白泉社）1984年7月号に掲載。
東京都下、大学部もついた高級私立女子高等学校の彼野女（かのじょ）学院2年3組での出来事。クラスを担当する筈だった物理教師が交通事故で入院することになり、新任教師で、副担任の古文教師、根木永遠夫（ねぎ とわお）が担任に昇格することになった。永遠夫は生徒とのコミュニケーションを深めようとして自己紹介をさせるが、そんな永遠夫の姿に反感を抱いた生徒の雲林院吹子（うりんいん ふきこ）は、生理ナプキンを投げつける。ナプキンの何たるかを知らぬ永遠夫はゴミとしてそれをそのまま捨ててしまうが、古文授業のために改めて教室を訪れた永遠夫は、今度はブラジャーが足下にあるのに気づき、誰かの落とし物として自主的に取りに来るよう、黒板に貼り付ける。さすがにその行為はほかの教師たちの問題になり、永遠夫は敎頭から呼び出されるが、永遠夫は持ち主が来るまでそのままにしておくべきだと主張する。永遠夫に好意を抱いていた生徒、夏野織子（なつの おりこ）はひそかにブラジャーを回収し、吹子のものと勘違いして机の中に入れるが、実は別人のもので、そのことでひと騷動おきてしまう。
生徒の一人が試験のヤマを教えて欲しいと永遠夫に要求するが、永遠夫は実力試験にヤマはないと答え、生徒たちの反発を招いた。織子は永遠夫に、他の教科では教師が全部ヤマを教えてくれるので、良い点がとれると教えるが、それを聞いた永遠夫は、高一の基礎からやり直すべきだとして、生徒にプリントを配るようになった。それを見た吹子は夢の中で、幻覚を見るようになった…。

## 単行本
- 『綿の国星』 白泉社、花とゆめコミックス（1978年6月20日刊）…表題作とともに収録。
- 『パスカルの群　大島弓子名作集PART2』朝日ソノラマ（1979年5月5日刊）
  - 収録作品 -『パスカルの群』・『ヒー･ヒズ･ヒム』・『10月はふたつある』・『夏のおわりのト短調』・『バナナブレッドのプディング』
- 『大島弓子選集第7巻  バナナブレッドのプディング』朝日ソノラマ、1986年2月28日刊
  - 収録作品 -『いたい棘いたくない棘』・『夏のおわりのト短調』・『バナナブレッドのプディング』・『シンジラレネーション』・『ページワン』
- 『夏のおわりのト短調』白泉社、白泉社文庫（1995年6月21日刊）
  - 収録作品 -『夏のおわりのト短調』・『たそがれは逢魔の時間』・『赤すいか黄すいか』・『裏庭の柵をこえて』・『あまのかぐやま』
- 『大島弓子が選んだ大島弓子選集 1 ミモザ館でつかまえて』メディアファクトリー、MFコミックス（2008年9月18日刊）
  - 収録作品 -『ミモザ館でつかまえて』・『野イバラ荘園』・『F式蘭丸』・『全て緑になる日まで』・『夏のおわりのト短調』・『草冠の姫』・『たそがれは逢魔の時間』・短編小説『近未来オリンピック』